# Messedamm
Messedamm är en bussterminal för fjärrbussar i Berlin
Messedamm ligger i anslutning till Messe Berlin och ICC Berlin. Från Messedamm till centrala Berlin tar man sig med S-Bahn från stationen Messe Nord/ICC (Witzleben) till Westkreuz där man gör ett byte. Man kan även ta tunnelbanans linje U2 från Kaiserdamm. 